# Lødderup
Lødderup er en landsby på det østlige Mors i Limfjorden med 233 indbyggere  (2024), beliggende fire kilometer vest for Nykøbing og fire kilometer øst for Vils.
Byen ligger i Region Nordjylland og hører til Morsø Kommune. Lødderup er beliggende i Lødderup Sogn.
Fra gården Damgaard stammer familie Riis, hvor Johannes Riis er den litterær direktør for Gyldendal.